# Kuala Beringin
Kuala Beringin is een bestuurslaag in het regentschap Labuhan Batu Utara van de provincie Noord-Sumatra, Indonesië. Kuala Beringin telt 5856 inwoners (volkstelling 2010).